# عائشة هوماشاه سلطان
عائشة هوماشاه سلطان (1541–1594) Ayşe Hümaşah Sultan هي أميرة عثمانية ولدت ل«السلطانة مهرماه (مريم)» بنت السلطان سليمان القانوني وزوجها رستم باشا الكرواتي، وجدتها هي السلطانة خرم.

## أسرتها

### أزواجها
- سيمز علي باشا[1]
- عبد القادر بن محمد السماحي

### أبناءها
- عبد الرحمن باي
- محمود باي
- محمد باي
- مصطفى باي
- عثمان باي
- صفية هانم سلطان
- فاطمة هانم سلطان
- عائشة هانم سلطان
- سيدي الشيخ بن عبد القادر بن محمد السماحي